# ألفارو جارا
ألفارو جارا (بالإسبانية: Álvaro Jara)‏ هو كاتب ومؤرخ تشيلي، ولد في 16 يونيو 1923 في تالكا في تشيلي، وتوفي في 20 أبريل 1998.